# Велетин (палеовулканска купа)
Велетин је палеовулканска купа апсолутне висине 970 m. Налази се на западној страни Андровачке планине, недалеко од Јањева. Удаљен је 14 km југоисточно од Приштине. У његовој близини, према северу, налазе се рудници олова и цинка Кижница и Ајвалија. На североистоку од Велетина налазе се Оштри врх (1038 m) и Ветерник (1057 m), а северозападно је Сушичка чука (874 m). У његовом подножју и на његовим странама налазе се куће албанског села Шашковца. На Велетину се налазе остаци тврђаве (града) који указују на његов повољан геостратешки положај. 
Релативна висина Велетина износи свега 130 m. Он се уздиже са околног земљишта које има велику апсолутну висину, преко 800 m, те отуда толика разлика између његове апсолутне и релативне висине. Купа је у основи широка око 700 m. Њене стране су благе, падају под углом 25°-30°, обрасле су травом и ниским растињем. 
Између Грачанице и Велетина јављају се 3 језерске терасе. Најнижа је изнад Грачанице, на висини од 600 m. Састоји се од беличасте глине и лапоровитог кречњака хоризонталних слојева у којима се налазе слатководни фосили. Наредна тераса урезана је у андезиту и на висини је од 675 m, а највиша је на 744 m. Оне су покривене шљунком и песком и без фосила су.
Велетин је изграђен од стена које припадају анфибол-пироксенским андезитима. На просотру око њега андезити захватају површину од око 12 km2.